# Проспект Миру (Дніпро)
Проспект Миру у житловому районі Лівобережний Індустріального адміністративного району міста Дніпро.

## Опис
Початок проспекту з Донецького шосе. Проспект тягнеться на північний захід. Проспект Миру розділяє 3 й 4 мікрорайони Лівобережного.
Довжина — 1500 метрів.
Проспект прокладено у другій половині 1980-их років, коли прискорилися темпи житлового будівництва часу радянської Перебудови.

## Будівлі
- № 18 — поштове відділення 49130,
- № 51а — середня школа № 147 імені В'ячеслава Чорновола,
- № 61а — супермаркет «Varus»,
- № 91а — Храм Андрія Первозваного.

## Перехресні вулиці
- Донецьке шосе
- вулиця Міхновського
- вулиця Усенка
- Фестивальний провулок
- Вільний провулок
- вулиця Генерала Захарченка

## Транспорт
- Трамвайні маршрути № 18, 19 від Донецького шосе до вулиці Генерала Захарченка.
- Тролейбусний маршрут № 20 від вулиці Генерала Захарченка до вулиці Миколи Міхновського.

## Галерея

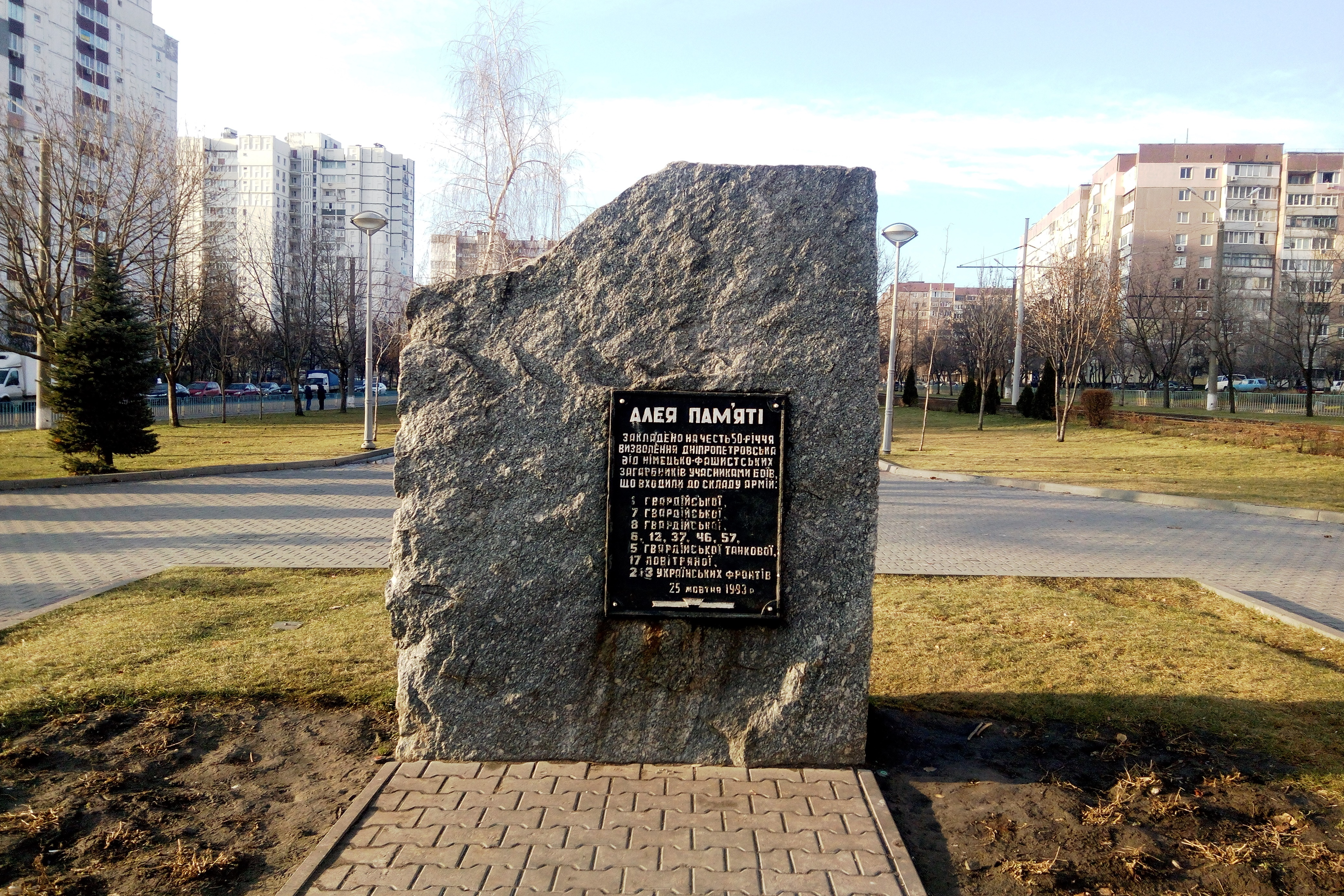
Пам'ятний знак на честь 50-ти річчя визволення м.Дніпропетровська на Алеї Пам'яті
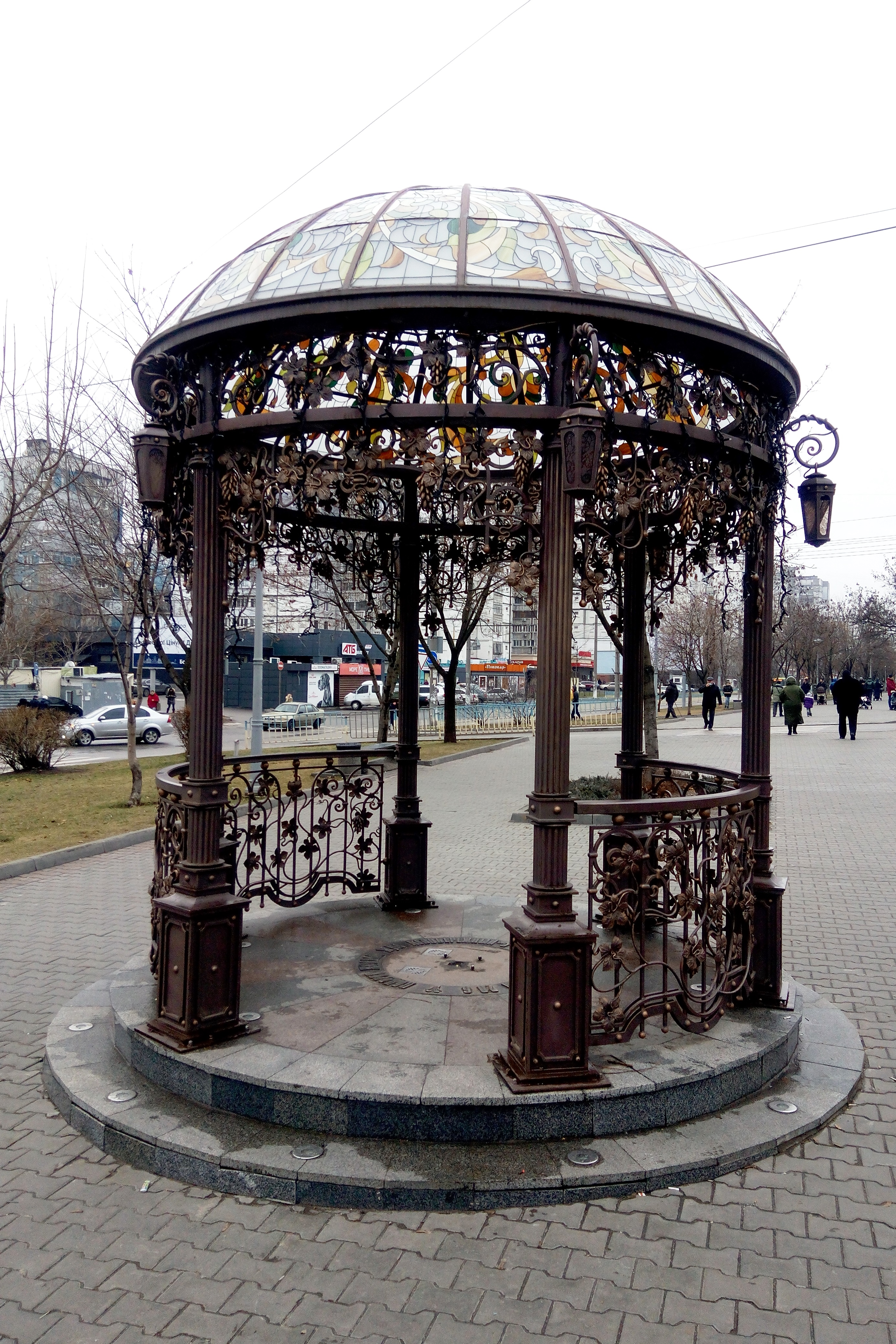
Бювет
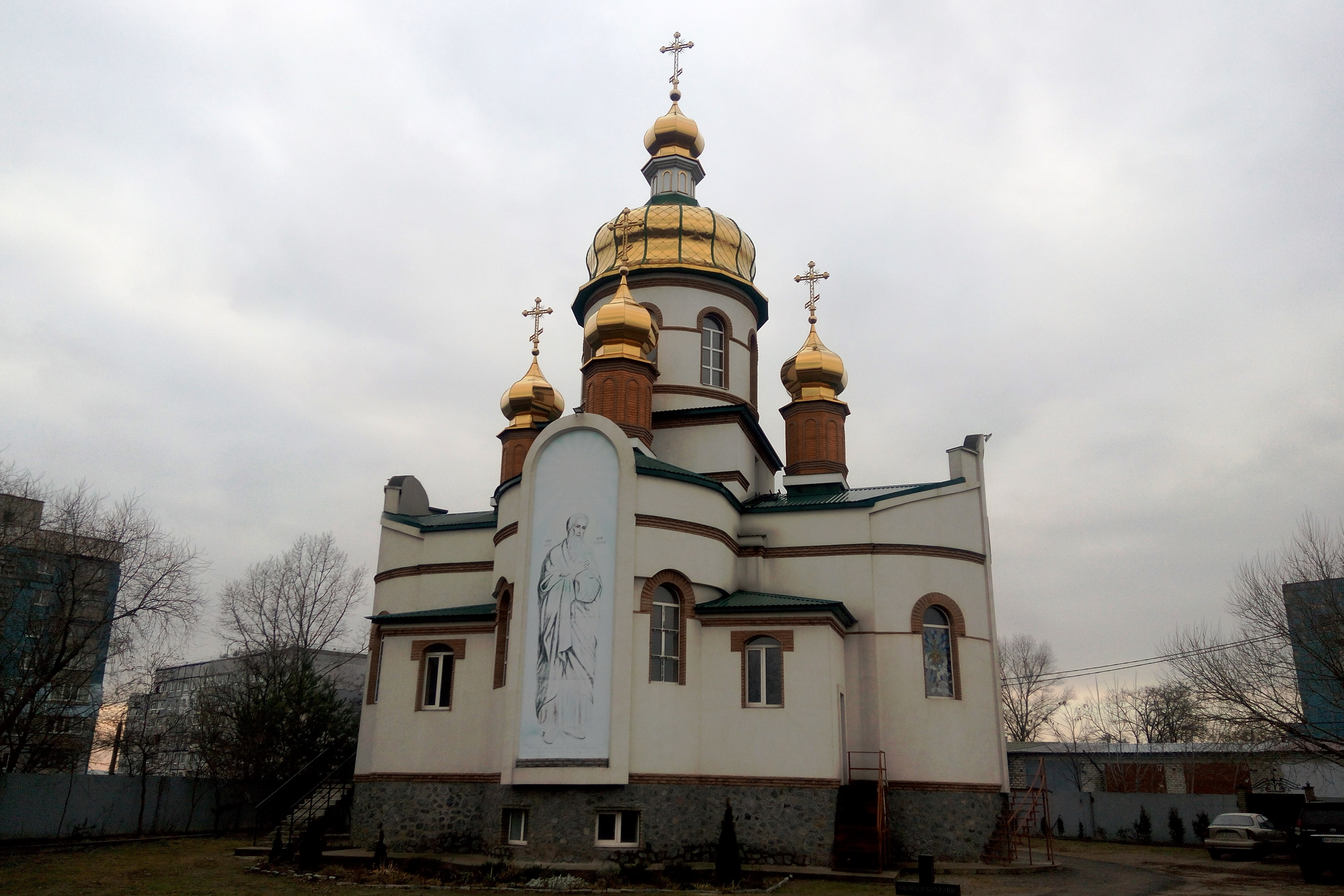
Храм Святого Андрія Первозванного